# Народная партия (Сербия)
Наро́дная па́ртия (серб. Народна странка) — сербская правоцентристская партия, образованная в 2017 году Вуком Еремичем через реорганизацию «Народного движения Сербии».

## История

### Учреждение
После президентских выборов 2017 года Еремич, набравший на них 5,65 % и занявший четвёртое место, заявил о намерении создать правоцентристскую партию. Позже ему предложили переименовать уже существующее «Народное движение Сербии». Согласившись, датой учредительного собрания Еремич назвал 22 октября 2017 года.

### Деятельность
Партия участвовала в массовых антиправительственных протестах и бойкотировала парламентские выборы в 2020 году, а в 2018 году получила 5 мест в белградской скупщине, заняв вместе с союзом оппозиции второе место в столице.
В 2022 году на президентских выборах от партии был выдвинут кандидат Здравко Понош, занявший второе место и набравший 18,40 % голосов. В том же году на парламентских выборах партия была в составе коалиции «Объединённые ради победы Сербии», набравшей 14,12 %. Из 38 коалиционных мест были получены 12 в Народной скупщине.

## Программа
На учредительном собрании партии были выдвинуты следующие программные принципы:
- политика, не идущая вразрез с современными вызовами;
- бескомпромиссная борьба за социальную справедливость и права трудящихся;
- незыблемость законности и гражданских свобод, восстановление демократических институтов;
- возвращение свободы слова, усиление роли культуры и образования в публичном пространстве;
- забота о национальных интересах с учётом традиций и культуры, восстановление достоинства народа и государства;
- оказание активной поддержки сельскому хозяйству и здравоохранению;
- создание безопасного государства и безопасности для всех его граждан;
- коренное изменение политической и избирательной системы, децентрализация Сербии;
- применение санкций к лицам, злоупотребляющим государственной властью.

Партия выступает жёстко против независимости самопровозглашённой Республики Косово и призывает предотвратить её членство во всех международных организациях. Также поддерживаются идеи военного нейтралитета, деполитизации спецслужб и закона о люстрации. В своей программе «Народная партия» — за вступление в Евросоюз, но на деле занимает более евроскептические позиции. Несмотря на мощную поддержку прав трудящихся, она описывается как консервативно-либеральная.
В 2022 году лидер «Народной партии» отрицательно отнёсся к введению санкций против России, назвав Россию крупнейшим торговым партнёром Сербии.